# Локид Вентура
Локид Вентура (енгл. Lockheed Ventura, B-34 Lexington, B-37) је био амерички бомбардер и извиђачки авион из периода Другог свјетског рата. Производила га је фабрика Локид од 1941. до 1945.

## Развој
Вега, одјељак Локида, је 1940. године добила захтјев од британаца да направи 875 нових бомбардера изведених од Локид 18 путничког авиона. Авион је у ствари постао појачани Локид Хадсон са дужим трупом и појачаним моторима. Први лет прототипа је изведен 1941. године, а авион је ушао у серијску производњу одмах потом. Произведено је укупно око 1600 авиона.

## У борби
У октобру 1942. РАФ је извео дневни напад на фабрику Филипс у Ајндховену, Холандија, али се Вентура показала као осредњи бомбардер и даље наруџбе су прекинуте. САД су преузеле даље авионе под ознаком B-34 Лексингтон (Lexington). Већина преосталих Вентура су били ПВ-1 морнарички патролни бомбардери, са више горива, минама и торпедима, и наоружани са до 8 митраљеза калибра 12.7 mm. 
Даљи развој је довео до знатно прерађеног модела ПВ-2 Харпун са већим крилима и другачијим репом, до 10 митраљеза и до 1814 kg бомби и торпеда.

## Карактеристике
Врста авиона: 
- Први лет прототипа: 1941.

Димензије
- Аеропрофил крила:

Масе
Погонска група
- Мотори: два, Прат и Витни Р-2800 (Pratt & Whitney R-2800), 1,500 kW, 2,000 КС сваки
- Однос снага/тежина: 0.21

## Летне особине
- Највећа брзина: 483
- Радијус дејства:
- Највећи долет:
- Оперативни врхунац лета:
- Брзина пењања:

## Наоружање
- Стрељачко: 5-7 митраљеза 7.7 mm, (2 фиксна у носу). Додатна два фиксна 12.7 mm у носу.
- Бомбе: до 1134